# Byttneria dahomensis
Byttneria dahomensis là một loài thực vật có hoa trong họ Cẩm quỳ. Loài này được N.Hallé mô tả khoa học đầu tiên năm 1962.